# The Mark II Purple Singles
The Mark II Purple Singles kompilacijski je album britanskog hard rock sastava Deep Purple, kojeg 1979. godine objavljuje diskografska kuća, 'Purple Records'.
Kompilacija sadrži snimljene skladbe u razdoblju od 1969. do 1972. godine, a također je dostupna i Purpleova inačica na vinilnom izdanju.

## Popis pjesama
1. "Smoke on the Water" - 5:12
  - Uživo verzija s albuma Made in Japan, obrada.
2. "Black Night" - 4:56
  - Uživo verzija snimljena u Japanu 1972.
3. "Child in Time" - 9:52
  - Uživo verzija s albuma Made in Japan, obrada.
4. "Woman from Tokyo" - 4:28
  - A-strana s albuma Who Do We Think We Are, obrada.
5. "Never Before" - 3:30
  - A-strana s albuma Machine Head, obrada.
6. "When a Blind Man Cries" - 3:29
  - B-strana s albuma Machine Head
7. "Painted Horse" - 5:18
  - Preuzeto s albuma Who Do We Think We Are

## Izvođači
- Ritchie Blackmore – prva gitara
- Ian Gillan – vokal, usna harmonika
- Roger Glover – bas-gitara
- Jon Lord – pianino, orgulje, klavijature
- Ian Paice – bubnjevi

## Vanjske poveznice
- Discogs.com - Deep Purple - The Mark II Purple Singles